# Can't Slow Down (album de Foreigner)
Pour les articles homonymes, voir Can't Slow Down.
Albums de Foreigner
Mr. Moonlight
(1994)
Can't Slow Down est le neuvième et dernier album studio de Foreigner, sorti le 2 octobre 2009.
L'album s'est classé 29e au Billboard 200.
L'album est également sorti en version deux CDs et un DVD, contenant l'album original sur le premier CD, des titres remixés de leur catalogue sur le deuxième CD et enfin un concert ayant eu lieu lors de la tournée du groupe en 2009 en Europe sur le DVD. 

## Liste des titres
| 1.  | Can't Slow Down       | 3:28 |
| 2.  | In Pieces             | 3:53 |
| 3.  | When It Comes to Love | 3:54 |
| 4.  | Living In a Dream     | 3:43 |
| 5.  | I Can't Give Up       | 4:32 |
| 6.  | Ready                 | 3:43 |
| 7.  | Give Me a Sign        | 3:52 |
| 8.  | I'll Be Home Tonight  | 4:14 |
| 9.  | Too Late              | 3:45 |
| 10. | Lonely                | 3:29 |
| 11. | As Long As I Live     | 3:48 |
| 12. | Angel Tonight         | 3:32 |
| 13. | Fool for You Anyway   | 4:04 |

| 1.  | Feels Like the First Time   |  |
| 2.  | Cold as Ice                 |  |
| 3.  | Hot Blooded                 |  |
| 4.  | Blue Morning, Blue Day      |  |
| 5.  | Double Vision               |  |
| 6.  | Dirty White Boy             |  |
| 7.  | Head Games                  |  |
| 8.  | Juke Box Hero               |  |
| 9.  | Urgent                      |  |
| 10. | I Want to Know What Love Is |  |

| 1.  | Double Vision               |  |
| 2.  | Head Games                  |  |
| 3.  | That Was Yesterday          |  |
| 4.  | Say You Will                |  |
| 5.  | Starrider                   |  |
| 6.  | Feels Like the First Time   |  |
| 7.  | Urgent                      |  |
| 8.  | Juke Box Hero               |  |
| 9.  | I Want to Know What Love Is |  |
| 10. | Hot Blooded                 |  |

## Personnel
- Mick Jones : Guitare, piano, chœurs
- Thom Gimbel : Guitares, saxophone, chœurs
- Jeff Pilson : Basse
- Kelly Hansen : Chant
- Michael Bluestein : Claviers
- Marti Frederiksen : Claviers, guitares, percussions, chœurs
- Brian Tichy : Batterie

## Musiciens additionnels
- Russ Irwin : Claviers sur Too Late
- Jason Bonham : Batterie sur Too Late
- Ryan Brown : Batterie sur Lonely
- Jason Paige, Suzie McNeil : Chœurs